# Szwajcaria Frankońska
Szwajcaria Frankońska (niem. Fränkische Schweiz), w podziale fizycznogeograficznym Niemiec określana też jako Wiesentalb (dosł. „Jura Wiesent”) od rzeki Wiesent przez nią przepływającą – wyżyna we Frankonii w Niemczech (Bawaria), stanowi środkową część Północnej Jury Frankońskiej. W przybliżeniu zamyka się w czworokącie wyznaczonym przez miejscowości Pegnitz - Gräfenberg - Forchheim - Hollfeld. Słynie z pagórkowatego krajobrazu porozcinanego dolinami rzek, pełnego skalnych formacji, jaskiń i zamków. Niekiedy w mowie potocznej określenie Szwajcaria Frankońska się rozszerza na cały obszar Północnej Jury Frankońskiej.

## Galeria

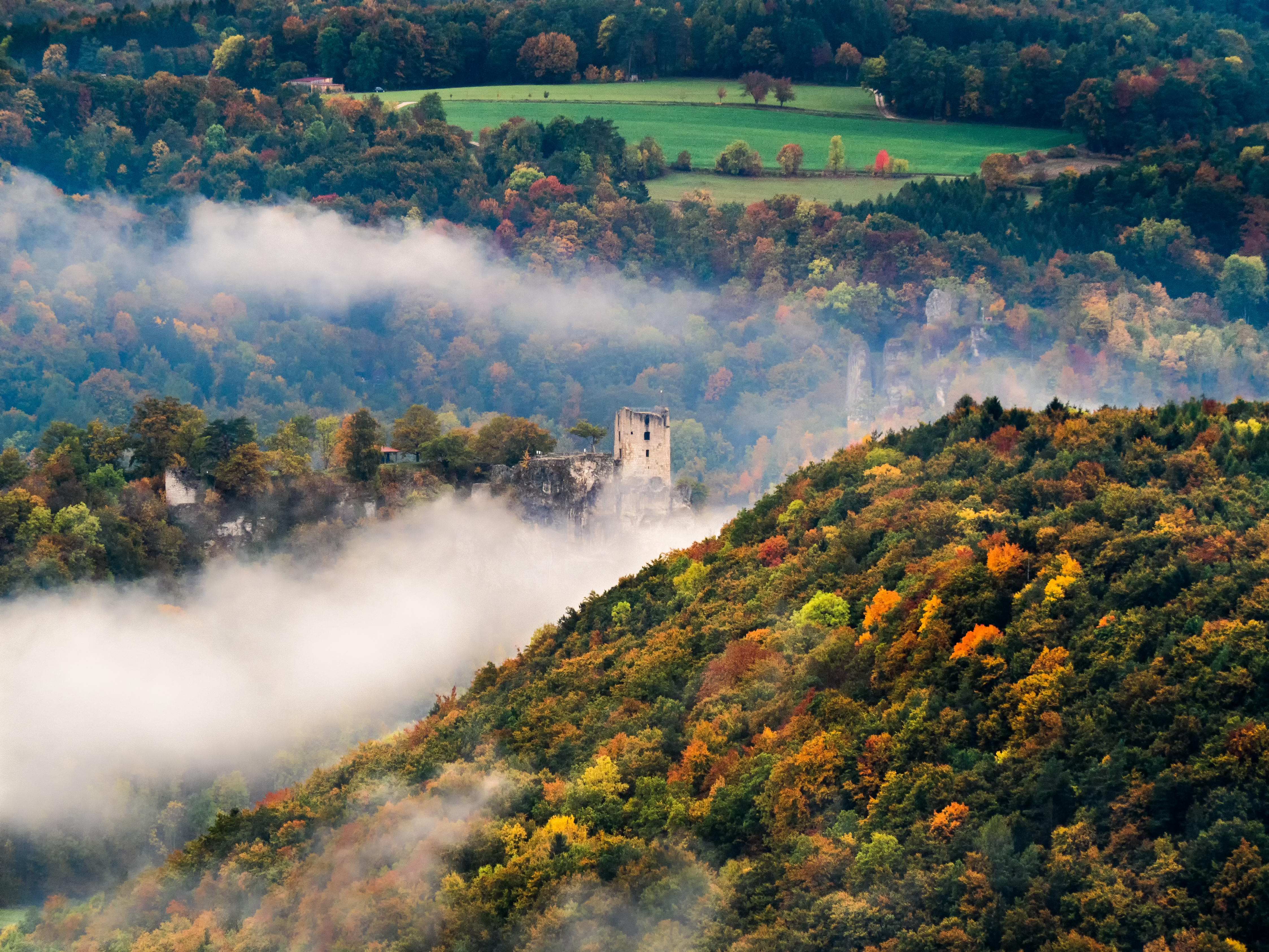
Widok z Hohes Kreuz na ruiny zamku Neideck
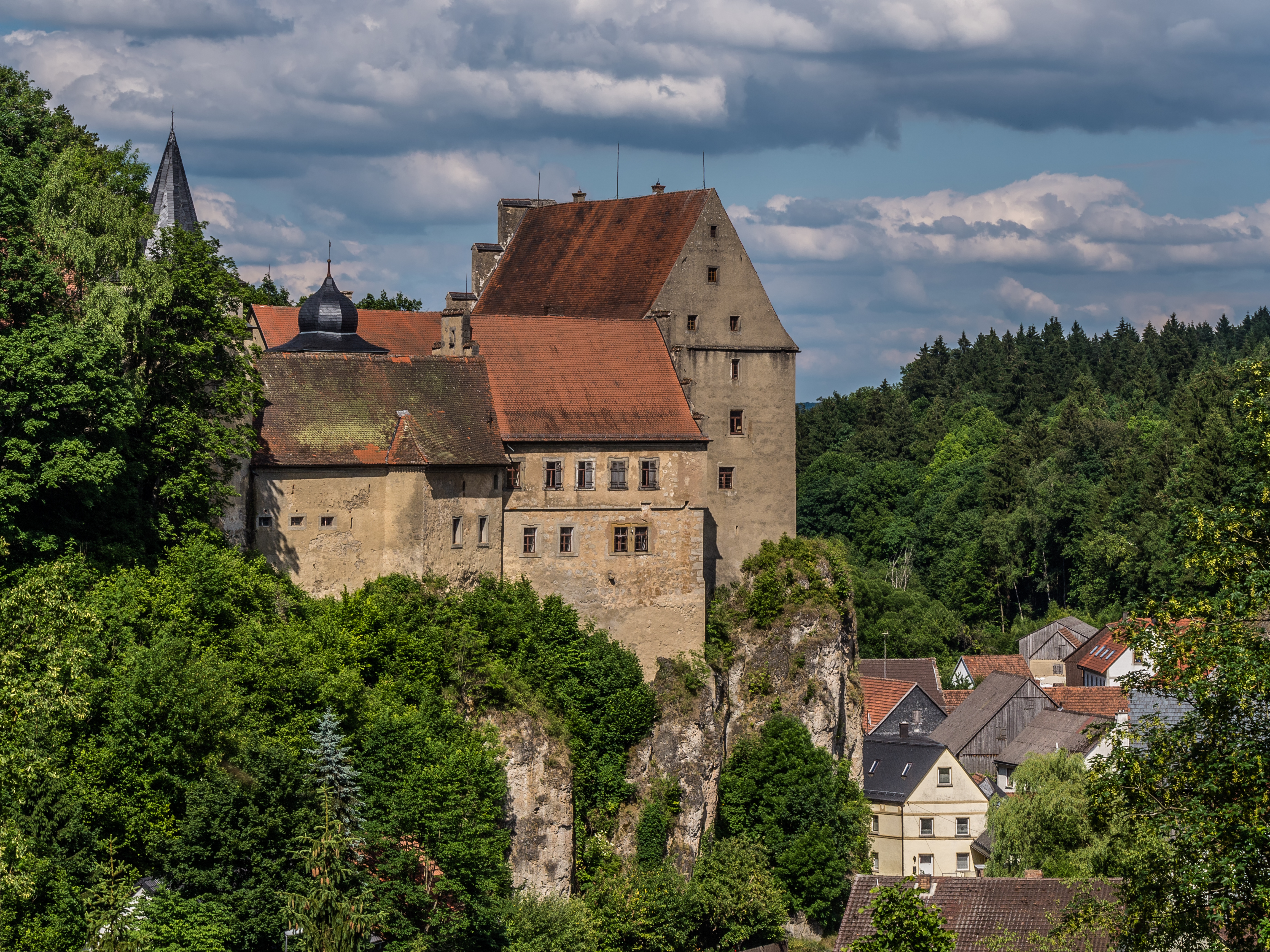
Zamek Wiesentfels
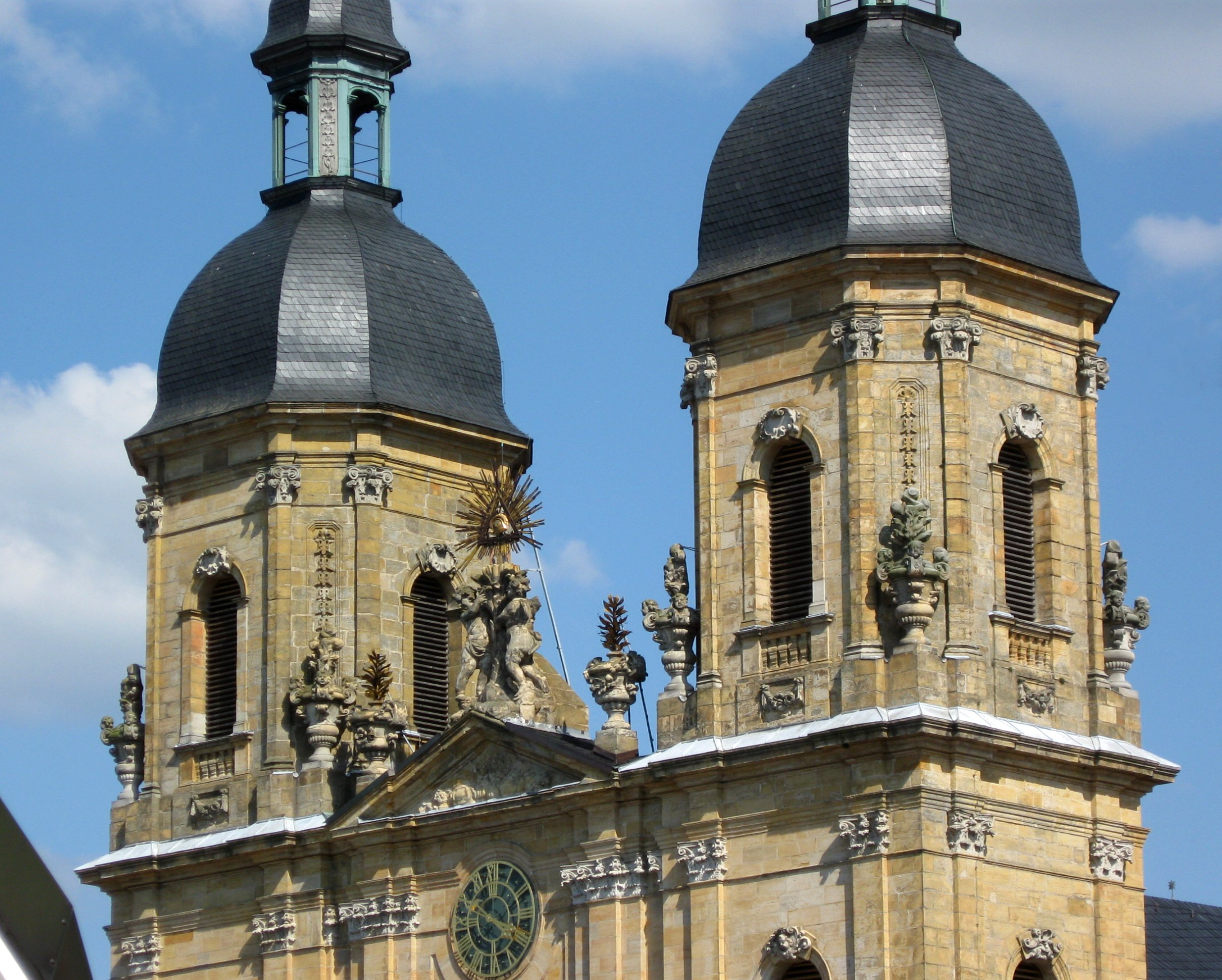
Bazylika mniejsza w Gößweinstein
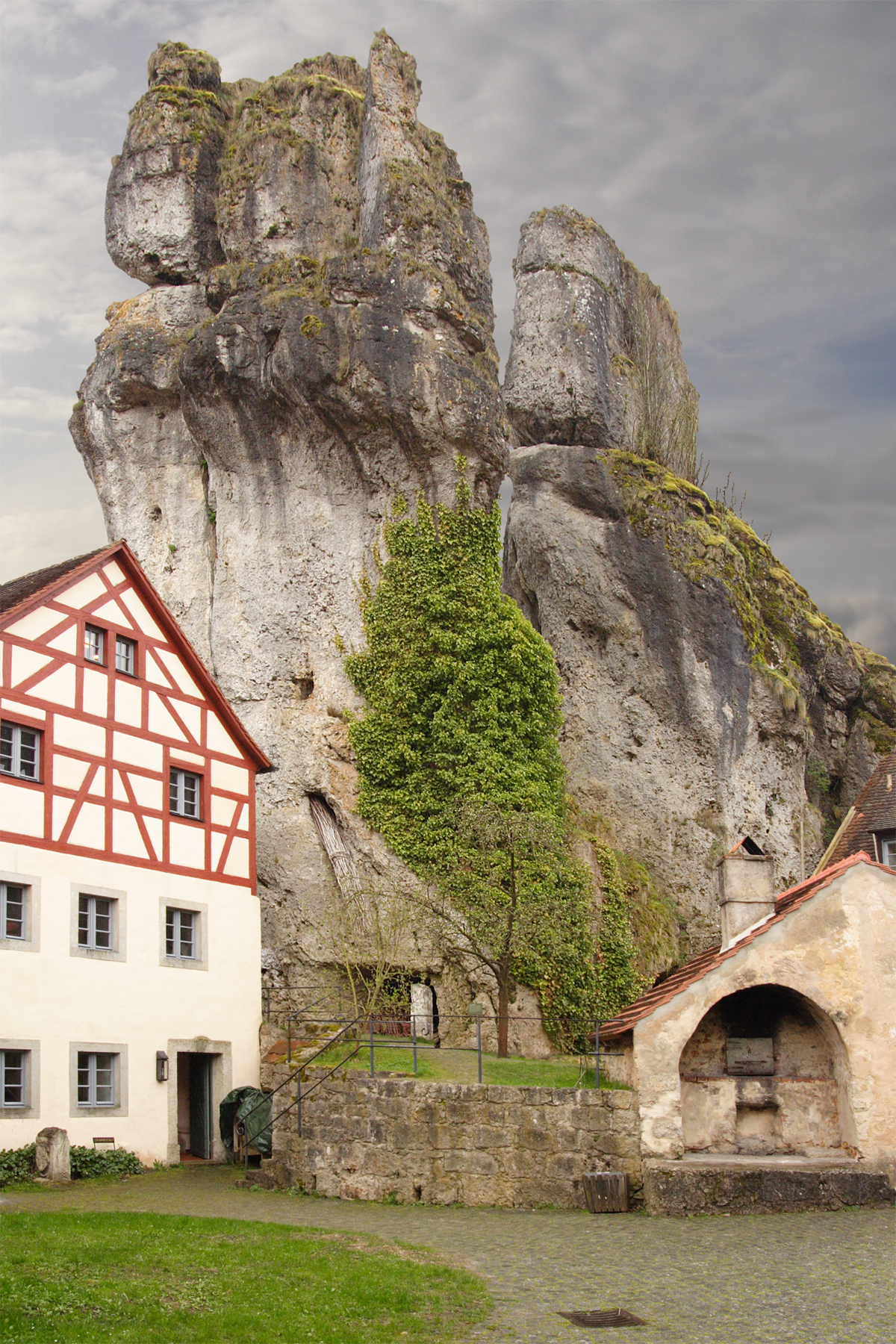
Tüchersfeld